# Flobots
Flobots är ett amerikanskt rapcore-band från Denver, Colorado, USA, grundat 2000. De har släppt tre album och två EP. Bandet fick kommersiellt genombrott med albumet Fight with Tools från 2007. Fastän bandets officiella namn är Flobots, så refereras de ofta till som The Flobots, även ibland av bandmedlemmarna själva.

## Medlemmar
Nuvarande medlemma
- Jamie "Jonny 5" Laurie – sång (2000-idag)
- Stephen "Brer Rabbit" Brackett – sång (2000-idag)
- Jesse Walker – basgitarr (2000-idag)
- Kenny "KennyO" Ortiz – trummor (2000-idag)
- Mackenzie Gault – viola, sång (2000-idag)

Tidigare medlemmar
- Andy "Rok" Guerrero – gitarr, sång (2000-2011)

## Diskografi

### Album
- Onomatopoeia (2001)
- Fight with Tools (2007)
- Survival Story (2010)
- The Circle in the Square (2012)

### EP
- Flobots Present...Platypus (2005)
- Live at the House of Blues – Anaheim, CA (2009)

### Singlar
- "Handlebars" (från Fight with Tools)
- "Rise" (från Fight with Tools)
- "White Flag Warrior" (från Survival Story)